# Джерело № 5 (Мала Уголька)
Джерело № 5 — гідрологічна пам'ятка природи місцевого значення. Об'єкт розташований на території Тячівського району Закарпатської області, с. Мала Уголька, урочище «Монастир».
Площа — 0,5 га, статус отриманий у 1984 році.